# Alticola olchonensis
Alticola olchonensis is een zoogdier uit de familie van de Cricetidae. De wetenschappelijke naam van de soort werd voor het eerst geldig gepubliceerd door Litvinov in 1960.